# Phil Farbman
Philip M. Farbman, detto Phil (Brooklyn, 3 aprile 1924 – Hollywood, 15 settembre 1996), è stato un cestista statunitense, professionista nella BAA.